# Павуки (село)
Павуки́ — село в Україні, у Стрийському районі Львівської області. Орган місцевого самоврядування - Миколаївська міська рада.